# Dumuzi
Dumuzi, Amausshumgal, Tummuz, Tammuz (en hebreu תַּמּוּז), en àrab تمّوز, tammūz; en accadi duʾzu, dūzu; en sumeri Dumuzid (fill del tro) va ser un déu de la mitologia sumèria germà de les deesses Belili i Bilulu.
Es va casar amb Inanna, la deessa de l'amor i de la guerra, identificada amb el planeta Venus. Sembla que van confluir dues divinitats diferents en aquesta figura per això se'l representa com un pescador o un pastor. En tot cas, és el déu de la fertilitat i el creixement. Va protagonitzar una baixada a l'infern, un tema recurrent en totes les mitologies antigues, i per això coneixia de prop la mort i podia regular la vida (sembla haver influït en el mite de Demèter). Els ritus que celebraven aquests esdeveniment van tenir força acceptació popular i se centraven en la simulació d'un funeral que durava una setmana durant el solstici d'estiu. Aquesta tradició va penetrar fins i tot entre els jueus (hi ha una protesta d'Ezequiel al respecte).